# Chelon
Chelon is een geslacht van straalvinnige vissen uit de familie van harders (Mugilidae). Het geslacht is voor het eerst wetenschappelijk beschreven in 1793 door Artedi in Röse.

## Soorten
- Chelon aurata (Risso, 1810) – Goudharder
- Chelon bispinosus (Bowdich, 1825)
- Chelon labrosus Risso, 1827 – Diklipharder
- Chelon macrolepis (Smith, 1846)
- Chelon melinopterus (Valenciennes, 1836)
- Chelon planiceps (Valenciennes, 1836)
- Chelon ramada Risso, 1827 – Dunlipharder
- Chelon subviridis (Valenciennes, 1836)